# Reine Fotografie

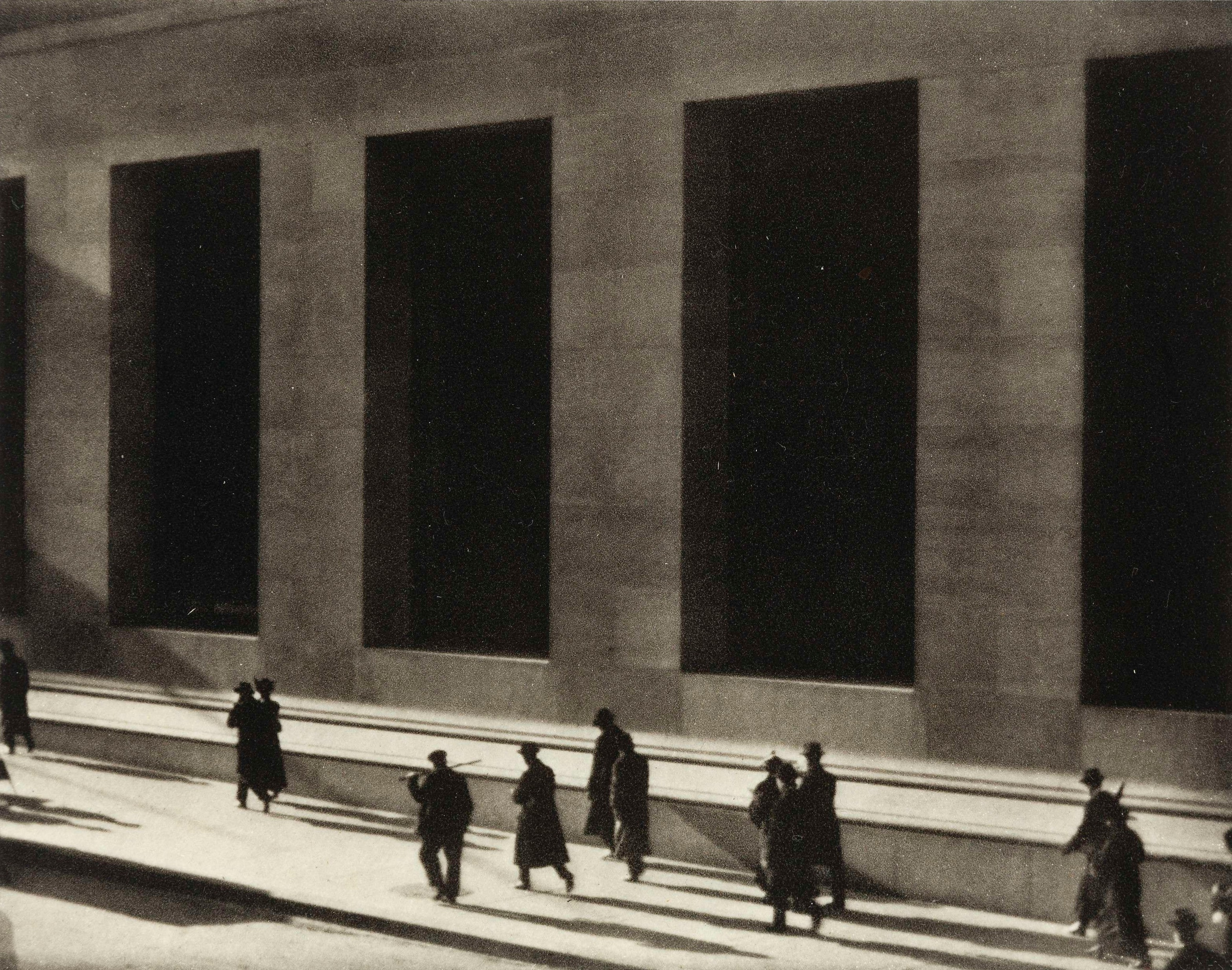
Wall street (1915), Paul Strand.

Der Begriff reine Fotografie (englisch straight photography) bezeichnet eine sachliche Fotografie und überträgt den Realismus der Malerei auf die Fotografie. Die Bildsprache entspricht der Philosophie der Neuen Sachlichkeit.

## Stil
Die Bilder zeigen keine Unschärfe, die Positive wurden nicht manipuliert. Die Fotografie wurde voll ausgeschöpft: natürlicher Tonwertreichtum, Schärfe, Licht. Es herrschte absolute Bildschärfe, eine strenge Bildkomposition und Detailtreue.

## Bedeutende Vertreter
- Alfred Stieglitz
- Paul Strand[2]
- Edward Weston
- Charles Sheeler
- Albert Renger-Patzsch
- Ansel Adams
- Edward Steichen
- August Sander
- Imogen Cunningham[3]
- Dody Weston Thompson[4]
- Berenice Abbott[5]